# Редлендс (Колорадо)
Редлендс (англ. Redlands) — переписна місцевість (CDP) в США, в окрузі Меса штату Колорадо. Населення — 9061 особа (2020).

## Географія
Редлендс розташований за координатами 39°5′6″ пн. ш. 108°39′24″ зх. д. / 39.08500° пн. ш. 108.65667° зх. д. (39.085113, -108.656789).  За даними Бюро перепису населення США в 2010 році переписна місцевість мала площу 36,08 км², з яких 34,66 км² — суходіл та 1,42 км² — водойми.

## Демографія
Згідно з переписом 2010 року, у переписній місцевості мешкало 8685 осіб у 3500 домогосподарствах у складі 2655 родин. Густота населення становила 241 особа/км².  Було 3682 помешкання (102/км²).
Расовий склад населення:
| - 95,1 % — білих - 0,8 % — азіатів - 0,4 % — корінних американців - 0,1 % — вихідців з тихоокеанських островів - 0,1 % — чорних або афроамериканців - 1,9 % — осіб інших рас |

До двох чи більше рас належало 1,7 %. Частка іспаномовних становила 6,4 % від усіх жителів.
За віковим діапазоном населення розподілялося таким чином: 20,0 % — особи молодші 18 років, 57,6 % — особи у віці 18—64 років, 22,4 % — особи у віці 65 років та старші. Медіана віку мешканця становила 50,1 року. На 100 осіб жіночої статі у переписній місцевості припадало 98,8 чоловіків;  на 100 жінок у віці від 18 років та старших — 96,5 чоловіків також старших 18 років.
Середній дохід на одне домашнє господарство  становив 80 930 доларів США (медіана — 67 538), а середній дохід на одну сім'ю — 91 437 доларів (медіана — 76 992). Медіана доходів становила 60 574 долари для чоловіків та 47 601 долар для жінок. За межею бідності перебувало 7,4 % осіб, у тому числі 6,8 % дітей у віці до 18 років та 7,7 % осіб у віці 65 років та старших.
Цивільне працевлаштоване населення становило 4441 осіб. Основні галузі зайнятості: освіта, охорона здоров'я та соціальна допомога — 23,5 %, роздрібна торгівля — 10,9 %, науковці, спеціалісти, менеджери — 10,1 %, фінанси, страхування та нерухомість — 9,3 %.